# Mecynogea buique
Mecynogea buique là một loài nhện trong họ Araneidae.
Loài này thuộc chi Mecynogea. Mecynogea buique được Herbert Walter Levi miêu tả năm 1997.